# 더 스타
더 스타(The Star)는 오스트레일리아 뉴사우스웨일스주 시드니의 피어몬트 지역에 위치한 유흥 및 숙박 시설이다. 달링 하버를 끼고 있는 이 건물에는 2개의 게임장과 8개의 음료 바, 7개의 레스토랑, 351개의 호텔 룸 그리고 130개의 개인 소유 공동 주택과 2개의 공연장으로 이루어져 있다.
게임장 운영은 뉴사우스웨일스 주 카지노 통제 위원회에 의해 감독 및 통제되고 있다. 2007년 뉴사우스웨일스 주 내의 두 번째 카지노 시설에 대한 신설 허가가 무산되면서 더 스타의 독점 체제가 12년 더 연장되었다. 더 스타를 운영하는 Tabcorp은 12년 동안 1억 달러를 주 정부에 지불하는 형태로 독점 체제를 유지하기로 했다.
이 계약이 성립되면서 2005년부터 홍콩과 오스트레일리아의 투자자가 합작 투자하여 설립하려 했던 뉴사우스웨일스 주에서의 두 번째 카지노 개설은 무산되었다.

## 게임장

더 스타 입구

더 스타에는 2개의 게임장이 운영되고 있다. 일반 게임장은 2층에 위치하고 있으며, $25부터 $75,000까지 베팅을 할 수 있는 Endeavour Room이라는 명칭의 게임장이 4층에 위치하고 있다. Endeavour Room 안에는 $100부터 $200,000까지 베팅을 할 수 있는 Inner Sanctum이라는 공간이 운영되고 있다. 4층에 위치한 공간은 주로 고액의 베팅을 즐기는 사람이나 세계적으로 명성이 높은 손님들이 이용한다.
일반적으로 카지노 시설에 입장하기 위해서는 신분증을 지참한 18세 이상의 사람이면 누구나 무료로 입장이 가능하지만 지저분하거나 찢어진 옷, 반바지나 수영복, 슬리퍼 차림일 경우 입구에 배치된 직원으로부터 입장을 거부당할 수 있다.

### 테이블 게임
더 스타에서는 미니 바카라, 블랙잭, 캐러비안 스터드, 크랩스, 파이고우, 포커, 폰툰, 룰렛 등 전통적인 테이블 게임들을 서비스 하고 있다. 오스트레일리아의 전통적인 도박중 하나인 투업(Two-Up)은 2003년 10월 경제성을 이유로 카지노에서 퇴출되었다.

### 머신 게임
더 스타에서는 슬롯 머신을 비롯해 비디오 포커 머신등을 도입해 운영하고 있다. 이곳에서는 약 1,100여대의 전자 게임기가 운영되고 있으며 최대 1,500대까지 운영이 가능하다.

## 시설 내에서의 규칙
- 사진 촬영과 휴대 전화의 사용이 게임장 내에서는 허용되지 않는다.
- 블랙잭과 폰툰을 게임할 때에는 수신호를 통해 게임에 참여하는 사람의 의도를 확실히 표시해야 한다.
- 파이고우와 캐러비안 스터드 게임시 영어를 제외한 다른 언어의 사용 및 토론이 금지된다.
- 게임장 내 직원에게 사례금을 주는 행위는 금지된다.
- 더럽거나 찢어진 옷, 비키니 수영복, 슬리퍼 등의 의상을 착용할 경우 19시 이후 입장이 금지된다. 이 규칙의 일부는 남성에게는 허용되지 않지만 여성에게는 허용되기도 한다.
- 종교적인 목적으로 착용한 것이 아닌 모자 또한 게임장 내에서 착용이 금지된다.
- 가방이나 수화물은 게임장 반입이 금지되며 모두 휴대 물품 보관소에 보관해야 한다. 이때 소정의 보관료를 받는 경우도 있다.

## 역사
- 1994년 Sydney Harbour Casino Pty. Ltd. 카지노 사업 승인
- 1995년 9월 13일 오후 6시 카지노 시설 임시 개장
- 1997년 11월 27일 완전 개장
- 1999년 10월 Harrahs 시설 인수
- 1999년 12월 TabCorp 입찰을 통해 시설 인수
- 2007년 9월 14일 $10 게임용 칩 공개

## 같이 보기
- 멜버른 크라운 카지노